# Affinage (métallurgie)
Pour les articles homonymes, voir Affinage.
L'affinage d'un métal est une opération consistant à purifier un métal. Le métal final est le même que celui de départ, mais avec des éléments chimiques indésirables en moins.
Il existe un grand nombre de procédés d'affinage, notamment des techniques de pyrométallurgie, d'hydrométallurgie et d'électrolyse.

## Description
Un métal, souvent produit par réduction de son oxyde, n'est généralement pas obtenu à un degré de pureté suffisant pour être utilisé en une étape. Il reste généralement des impuretés qu'il est nécessaire d'éliminer, soit parce qu'elles dégradent les propriétés du métal (par exemple, traces de carbone et de phosphore dans l'acier qui diminuent ses propriétés mécaniques), soit parce qu'elles ont de la valeur (or et argent dans le cuivre, par exemple).

L'affinage peut se faire dans un four (pour l'acier par exemple) où le métal liquide est purifié par oxydation des impuretés, ou par distillation (zinc, germanium), par électrolyse (cuivre, aluminium), par hydrométallurgie, etc. Dans les cas où des puretés extrêmes sont requises (électronique), on a recours à la technique de la zone fondue qui permet d'atteindre 10−11 % d'impureté.

## Exemples
| Métallurgie | Produit de départ                         | Procédé                    | Produit affiné                         | Remarques |
| ----------- | ----------------------------------------- | -------------------------- | -------------------------------------- | --- |
| Fer         | Fonte brute 93-95 % Fe                    | Mazéage                    | Fonte blanche ~ 96 % Fe                | Procédé qui servait généralement à transformer la fonte grise en fonte blanche, par la combustion du silicium. Disparait au cours du XIXe siècle. |
| Fer         | Fonte brute 93-95 % Fe                    | Puddlage                   | Fer puddlé > 99 % Fe                   | Procédé disparu. Utilisé tout au long du XIXe siècle.                                                                                             |
| Fer         | Fonte brute hématite 93-95 % Fe           | Procédé Bessemer           | Acier > 99,8 % Fe                      | Procédé disparu. Utilisé de 1860 à 1970. |
| Fer         | Fonte brute phosphoreuse 93-95 % Fe       | Procédé Thomas             | Acier > 99,8 % Fe                      | Procédé disparu. Utilisé de 1880 à 1980. |
| Fer         | Fonte brute 93-95 % Fe                    | Procédé Martin-Siemens     | Acier > 99,8 % Fe                      | Procédé en cours de disparition. Utilisé depuis 1870.                                                                                             |
| Cuivre      | Matte cuivreuse 20-70 % Cu                | Procédé Manhès-David       | Blister > 97 % Cu                      | Les convertisseurs cylindriques Peirce-Smith assurent 90 % de l'affinage des mattes cuivreuses.                                                   |
| Cuivre      | Blister > 97 % Cu                         | Électrolyse                | Cuivre > 99,9 % Cu                     | |
| Nickel      | Matte de nickel 30-60 % Ni                | Procédé Manhès-David       | Matte affinée 40-80 % Ni               | Concerne 2/3 de l'extraction du nickel. |
| Nickel      | Matte affinée 40-80 % Ni                  | Solidification fractionnée | Matte affinée 50-80 % Ni               | |
| Nickel      | Alliage nickel-cuivre 65 % Ni             | Procédé Mond               | Nickel > 99 % Ni                       | Affinage chimique, concerne 1/5 de l'extraction du nickel.                                                                                        |
| Nickel      | Sulfure de nickel 55 % Ni, 5 % Co, 35 % S | Électrolyse                | Nickel > 99,9 % Ni                     | Concerne 13 % de l'extraction du nickel. |
| Silicium    | Silicium métallurgique > 99 % Si          | Méthode de la zone fondue  | Silicium électronique 99,99999999 % Si | Procédé techniquement applicable à tous les métaux.                                                                                               |

## Développement des procédés d'affinage
Les procédés d'affinage sont développés à partir de deux contraintes :
- l'intérêt économique d'exploiter des minerais de mauvaise qualité, ou de recycler des déchets. Par exemple, le procédé Thomas a permis d'exploiter les minerais de fer phosphoreux, valorisait un minerai meilleur marché que le procédé Bessemer, limité au minerais sans phosphore. ;
- la simplification des procédés pour supprimer le coût des phases intermédiaires. Par exemple, la réduction directe permet de produire du fer à partir de minerai en une seule opération : l'affinage au convertisseur disparait alors.